# اشکودرا الکترونیکه
اشکودرا الکترونیکه (انگلیسی: Shkodra Elektronike, تلفظ‌شده به صورت [ˈʃkɔdɾa ɛlɛktɾɔˈnikɛ]) یک گروه دو نفره فولکترونیکا از آلبانی است که در سال ۲۰۱۹ در شهر اشکودر شکل گرفته و اعضای آن کولِ لاکا و بیتریچه گرجی هستند. این گروه نمایندهٔ آلبانی در یوروویژن ۲۰۲۵ با ترانه «Zjerm» است.